# Henri Fournier (1919)
Henri Fournier (SC6) – francuski okręt podwodny z okresu międzywojennego, druga jednostka typu O’Byrne. Pierwotnie została zamówiona przez Rumuńską Marynarkę Wojenną, jednak została podczas budowy zarekwirowana przez rząd Francji. Okręt został zwodowany 30 września 1919 roku w stoczni Schneidera w Chalon-sur-Saône, a do służby w Marine nationale wszedł w 1921 roku. Jednostka służyła na Morzu Śródziemnym, a z listy floty została skreślona w lipcu 1935 roku.

## Projekt i budowa
Okręt zamówiony został przed wybuchem I wojny światowej przez Rumuńską Marynarkę Wojenną. Jednostkę zaprojektował inż. Maxime Laubeuf. W 1917 roku okręt został zarekwirowany przez rząd francuski i ukończony z powiększonym kioskiem oraz mostkiem.
„Henri Fournier” zbudowany został w stoczni Schneidera w Chalon-sur-Saône. Stępkę okrętu położono w kwietniu 1917 roku, został zwodowany 30 września 1919 roku, a do służby w Marine nationale przyjęto go w 1921 roku. Otrzymał nazwę na cześć francuskiego dowódcy okrętu podwodnego „Saphir” Henriego Fourniera, który 15 stycznia 1915 roku na Morzu Marmara zginął po wejściu okrętu na turecką minę. Jednostka otrzymała numer burtowy SC6.

## Dane taktyczno–techniczne
„Henri Fournier” był średniej wielkości okrętem podwodnym o konstrukcji dwukadłubowej. Długość całkowita wynosiła 52,4 metra, szerokość 4,7 metra i zanurzenie 2,7 metra. Wyporność w położeniu nawodnym wynosiła 342 tony, a w zanurzeniu 513 ton. Okręt napędzany był na powierzchni przez dwa czterosuwowe silniki wysokoprężne Schneider-Carels o łącznej mocy 1020 koni mechanicznych (KM). Napęd podwodny zapewniały dwa silniki elektryczne Schneider o łącznej mocy 400 KM. Dwuśrubowy układ napędowy pozwalał osiągnąć prędkość 14 węzłów na powierzchni i 8 węzłów w zanurzeniu. Zasięg wynosił 1850 Mm przy prędkości 10 węzłów (lub 875 Mm przy 12 węzłach) w położeniu nawodnym oraz 55 Mm przy prędkości 5 węzłów pod wodą.
Okręt wyposażony był w cztery dziobowe wyrzutnie torped kalibru 450 mm, z łącznym zapasem 6 torped. Uzbrojenie artyleryjskie stanowiło działo pokładowe kal. 47 mm M1902 L/50.
Załoga okrętu składała się z 2 oficerów oraz 23 podoficerów i marynarzy.

## Służba
„Henri Fournier” cały okres swojej służby spędził na Morzu Śródziemnym. Jednostkę skreślono z listy floty w lipcu 1935 roku.